# Kde domov můj
Kde domov můj és l'himne nacional de la República Txeca compost per František Škroup.

## Lletra de l'himne
Kde domov můj?

Kde domov můj?

Voda hučí po lučinách,

Bory šumí po skalinách,

V sadě skví se jara květ,

Zemský ráj to na pohled;

A to je ta krásná země;

Země česká domov můj,

Země česká domov můj.

## Traducció al català
On és casa meva?

On és casa meva?

L'aigua murmura pels prats,

les pinedes remoregen pels rocalls,

a l'hort esclata la flor primaveral,

paradís terrenal per a la vista;

i això és aquesta bella terra,

la terra txeca, casa meva,

la terra txeca, casa meva.